# Вайн-Гілл (Каліфорнія)
Вайн-Гілл (англ. Vine Hill) — переписна місцевість (CDP) в США, в окрузі Контра-Коста штату Каліфорнія. Населення — 4323 особи (2020).

## Географія
Вайн-Гілл розташований за координатами 38°0′26″ пн. ш. 122°5′14″ зх. д. / 38.00722° пн. ш. 122.08722° зх. д. (38.007105, -122.087287).  За даними Бюро перепису населення США в 2010 році переписна місцевість мала площу 3,89 км², уся площа — суходіл.

## Демографія
Згідно з переписом 2010 року, у переписній місцевості мешкала 3761 особа в 1264 домогосподарствах у складі 918 родин. Густота населення становила 966 осіб/км².  Було 1348 помешкань (346/км²).
Расовий склад населення:
| - 68,3 % — білих - 5,2 % — азіатів - 3,0 % — чорних або афроамериканців - 0,9 % — вихідців з тихоокеанських островів - 0,9 % — корінних американців - 14,9 % — осіб інших рас |

До двох чи більше рас належало 6,8 %. Частка іспаномовних становила 31,1 % від усіх жителів.
За віковим діапазоном населення розподілялося таким чином: 24,1 % — особи молодші 18 років, 67,0 % — особи у віці 18—64 років, 8,9 % — особи у віці 65 років та старші. Медіана віку мешканця становила 35,1 року. На 100 осіб жіночої статі у переписній місцевості припадало 103,2 чоловіків;  на 100 жінок у віці від 18 років та старших — 104,7 чоловіків також старших 18 років.
Середній дохід на одне домашнє господарство  становив 67 688 доларів США (медіана — 62 208), а середній дохід на одну сім'ю — 74 204 долари (медіана — 67 418). Медіана доходів становила 47 255 доларів для чоловіків та 49 186 доларів для жінок. За межею бідності перебувало 18,4 % осіб, у тому числі 12,1 % дітей у віці до 18 років та 12,3 % осіб у віці 65 років та старших.
Цивільне працевлаштоване населення становило 1681 осіб. Основні галузі зайнятості: науковці, спеціалісти, менеджери — 21,6 %, освіта, охорона здоров'я та соціальна допомога — 18,9 %, будівництво — 16,8 %.